# Japanse paling
De Japanse paling (Anguilla japonica) is een straalvinnige vis uit de familie van palingen (Anguillidae) en de orde van palingachtigen (Anguilliformes). De vis kan maximaal 150 centimeter lang en 7600 gram zwaar worden.

## Leefomgeving
De Japanse paling komt zowel in zoet, brak als zout water voor. De soort komt voor in tropische en subtropische wateren in Oost-Azië, van Vietnam tot de Koerilen. De Japanse paling komt voor tot op een diepte van 400 meter.

## Bijzonderheden
In 2006 ontdekte een team van Japanse onderzoekers van de Universiteit van Tokio de locatie van de paaigronden van de Japanse paling. Het betreft een betrekkelijk klein gebied westelijk van de Noordelijke Marianen (14–17° NB, 142–143° OL). De palinglarven kunnen vanaf hier meegevoerd worden in de Kuroshio-stroom die hen in de richting van riviermondingen in Oost-Azië voert.
Net als bij andere palingsoorten neemt de populatie sterk in omvang af. Waarschijnlijk hangt dit samen met veranderingen in het stromingspatronen in de Grote Oceaan. Volwassen palingen vinden waarschijnlijk hun paaigronden door verschillen in zoutgehalte op plaatsen waar wateren met een hoog zoutgehalte stromingen ontmoeten met een veel lager zoutgehalte. De grens tussen deze stromingen verplaatst zich naar het noorden, waardoor de paaigronden verder weg komen te liggen van de continenten en eilanden waar de paling heen gaat om groot te worden. Zij komen dan in deze gebieden aan op een tijdstip dat ongunstig is om naar binnen te trekken.

## Duurzame visserij en natuurbescherming
In 2010 plaatste Greenpeace International de Japanse paling op de Rode Lijst van consumptievis. Deze Rode Lijst van Greenpeace is een lijst van wereldwijd veel verkochte consumptievis waarvan bekend is dat er niet op een duurzame manier op gevist wordt.
De Japanse paling staat sinds 2014 als bedreigde diersoort op de internationale Rode Lijst van de IUCN.